# Хейли е на ход!
„Хейли е на ход!“ (на английски: Hailey's On It!) е американски анимационен сериал, създаден от Девин Бънджи и Ник Стентън и е продуциран от Disney Television Animation. Премиерата на сериала е излъчена на 8 юни 2023 г. по Disney Channel и спира на 18 май 2024 г.

## Актьорски състав и герои
- Аули'и Кравальо – Хейли Банкс, 14-годишно хавайско момиче[6]
- Мани Джасинто – Скот Денога, най-добрият приятел на Хейли.[7]
- Гари Антъни Уилямс – Бета, операционна система от бъдещето[8]
- Купър Андрюс – Кай Банкс, хавайския баща на Хейли.[9]
- Джули Боуен – Патриша Банкс, кавказката майка на Хейли.[10]
- Джош Бренър – Ей Си Айчвак, враг на Хейли и разглезения ѝ съученик.[11]
- Сара Чолк – Професорът, учен от бъдещето с голяма енергия.[12]
- Ник Додани – Тад, съученик на Хейли.[13]
- Джуди Алис Лий – Бекър Денога, по-малката сестра на Скот.[14]
- Аманда Лейтън – Кристин Санчез, популярното момиче, което се интересува от мода.[15]
- Джой Османски – Съни Денога, майка на Скот.[16]
- Ник Сантос – Джонатан, съученик на Хейли и гадже на Тад.[17]
- Дуейн и Джонсън Банкс са братята близнаци-бебета на Хейли. Техните имена са вдъхновени от актьора Дуейн Джонсън, с когото Аули'и Кравальо си партнира в анимационния филм „Смелата Ваяна“.
- Дий Брадли Бейкър – Франк, фламинго и домашен любимец на семейство Банкс.

## В България
В България сериалът започва излъчване на 4 март 2024 г. по локалната версия на „Дисни Ченъл“ с разписание всеки делник от 16:25 ч.